# Mario Sabattini
Mario Sabattini (Roma, 6 luglio 1944 – Venezia, 20 dicembre 2017) è stato un sinologo e saggista italiano.

## Biografia
Allievo di Lionello Lanciotti, dal 1970 è stato ordinario di Lingua e letteratura cinese presso la Facoltà di Lingue e letterature straniere dell'Università Ca' Foscari di Venezia. È autore di numerosi testi scientifici e linguistici sulla cultura cinese e orientale in generale, tra cui si distingue il manuale Storia della Cina redatto insieme a Paolo Santangelo per Laterza nel 1986, spesso punto di riferimento per la storia del paese asiatico. Dal 1999 al 2003 è stato direttore dell'Istituto Italiano di Cultura di Pechino.

## Opere
- Mario Sabattini e Paolo Santangelo, Storia della Cina. Dalle origini alla fondazione della Repubblica., 2ª ed., Editori Laterza, 2005  [1986], ISBN 9788842079033.